# George Smith (aalmoezenier)
George Smith (Docking (Norfolk), 8 januari 1845 - Preston, 26/27 november 1918) was een legeraalmoezenier. Hij was bekend als Padre George Smith en als zendeling in Zuid-Afrika vanaf 1870.

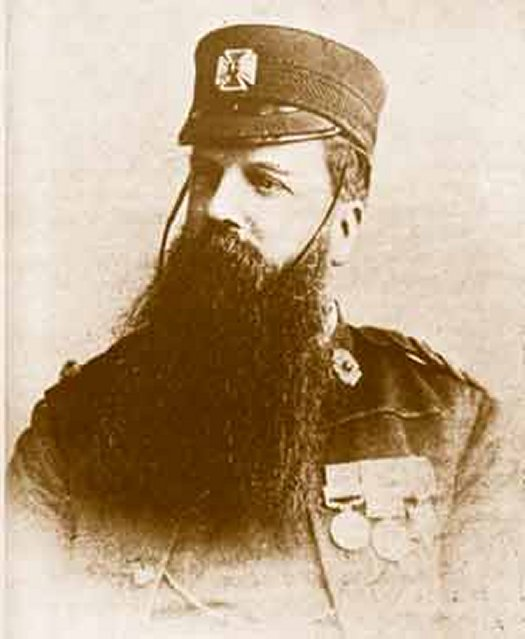
George Smith

## Munitie Smith
George Smith kan het best worden herinnerd voor zijn deelname in de verdediging tijdens de Slag bij Rorke's Drift, tijdens de Zoeloe-oorlog van 1877-1879. Hij verwierf de lof van verscheidene functionarissen die betrokken waren bij die strijd in hun verslagen. Als assistent-legeraalmoezenier, en dus als niet-strijder, speelde Smith een ondersteunende rol in de verdediging, waar hij de munitie verdeelde aan de soldaten van het 24e Regiment of Foot (2e Warwickshires) die de barricades bemanden.
Na de Zoeloe-oorlog werd hij vaak aangeduid als "Munitie Smith". Als assistent-legeraalmoezenier, en dus eigenlijk een burger, had Smith geen recht op een medaille of een andere decoratie voor zijn bijdrage tijdens de verdediging. Hij aanvaardde het aangeboden ambt als leger-aalmoezenier in het Britse leger.
Na Zuid-Afrika werkte hij als aalmoezenier in verschillende andere oorlogen, waarbij hij aanwezig was tijdens de Slag bij Tel el-Kebir in Egypte, de oorlog tegen de Derwisjen in Soedan en de Nijl-expeditie in Egypte. Pater Smith had ook tal van functies in Groot-Brittannië en op zijn pensioenleeftijd woonde hij in het Sumner's Hotel in Preston, waar hij overleed op 26/27 november 1918, met bronchitisproblemen die hem had getroffen, zes maanden voordien. Na een kleine militaire ceremonie, werd hij begraven in de Anglicaanse Kerk van Hall, op het New Lane begraafplaats in Preston in Lancashire.
Kanunnik William Lummis' boek uit 1978: - Padre George Smith van Rorke's Drift - is een gedetailleerd verslag uit het leven van Smith en zijn deelname in de strijd bij Rorke's Drift op 22 en 23 januari 1879.

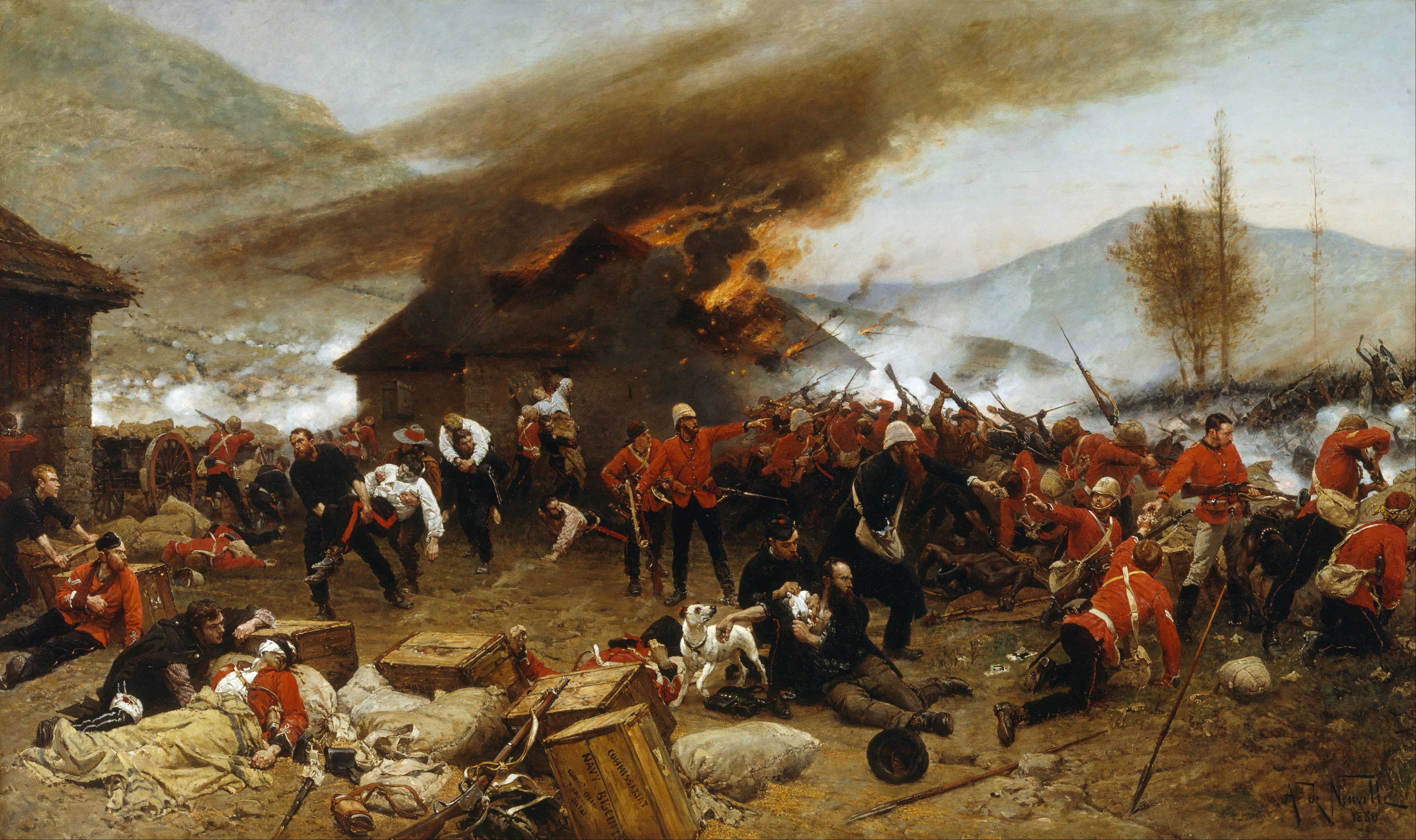
Padre Smith is te zien aan de rechterkant van het midden van het schilderij (herkenbaar aan zijn blauwe mantel en rode baard), de verdeler en bevoorrader van munitie aan de verdedigers.

Op het schilderij De verdediging van Rorke's Drift van  Alphonse-Marie-Adolphe de Neuville is Padre Smith te zien aan de rechterkant van het midden van het schilderij (herkenbaar aan zijn blauwe mantel en rode baard).